# Polesí (region)

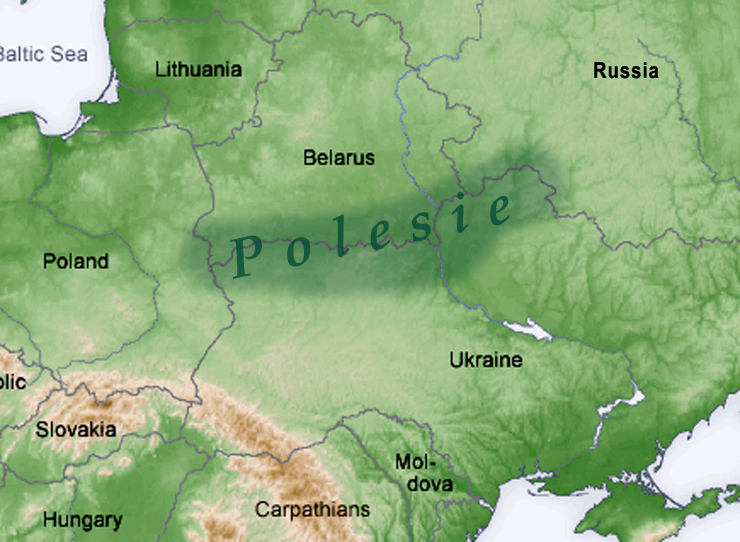
Přibližné vymezení Polesí na moderní mapě východní Evropy

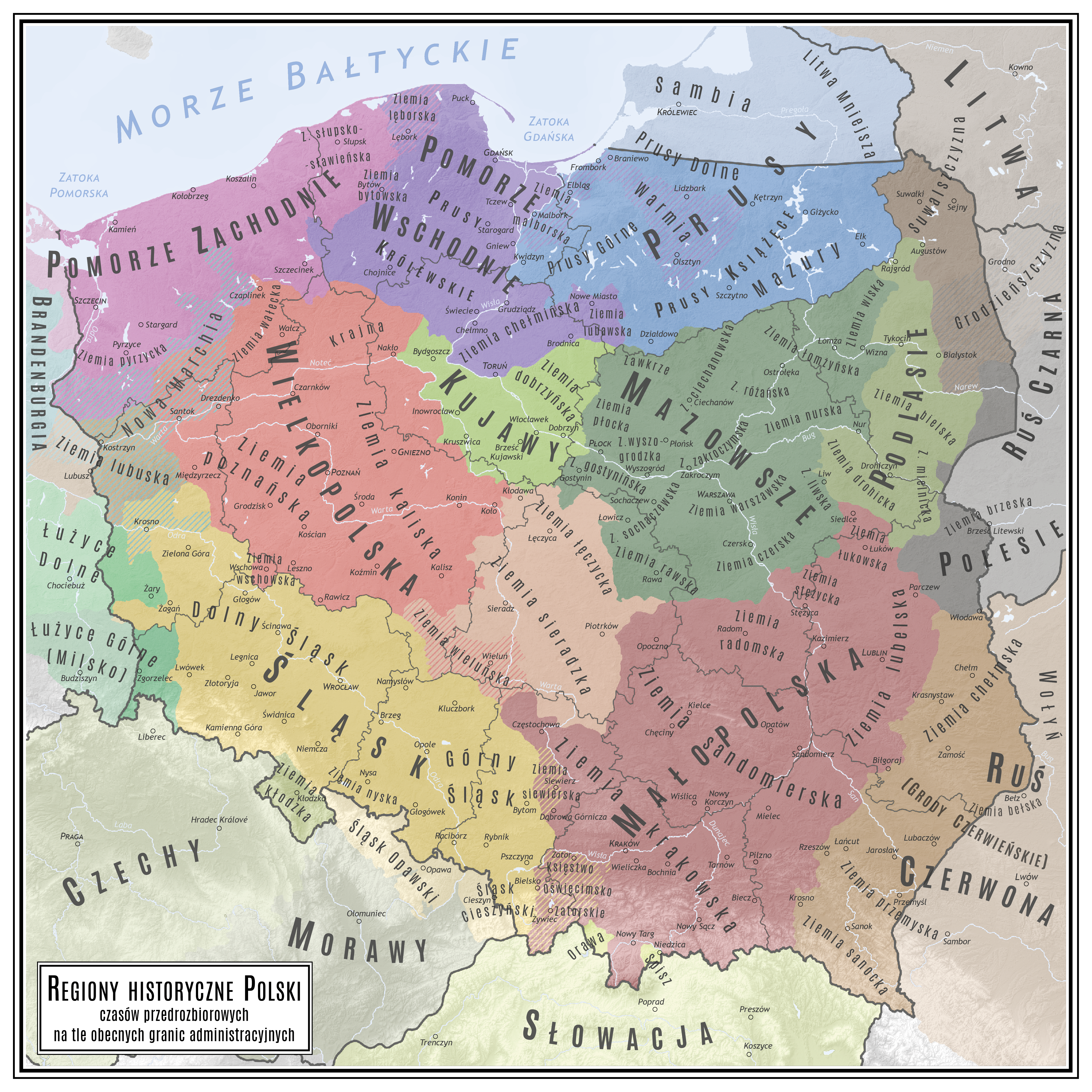
Polesí a další historické země Polska na pozadí moderních správních hranic

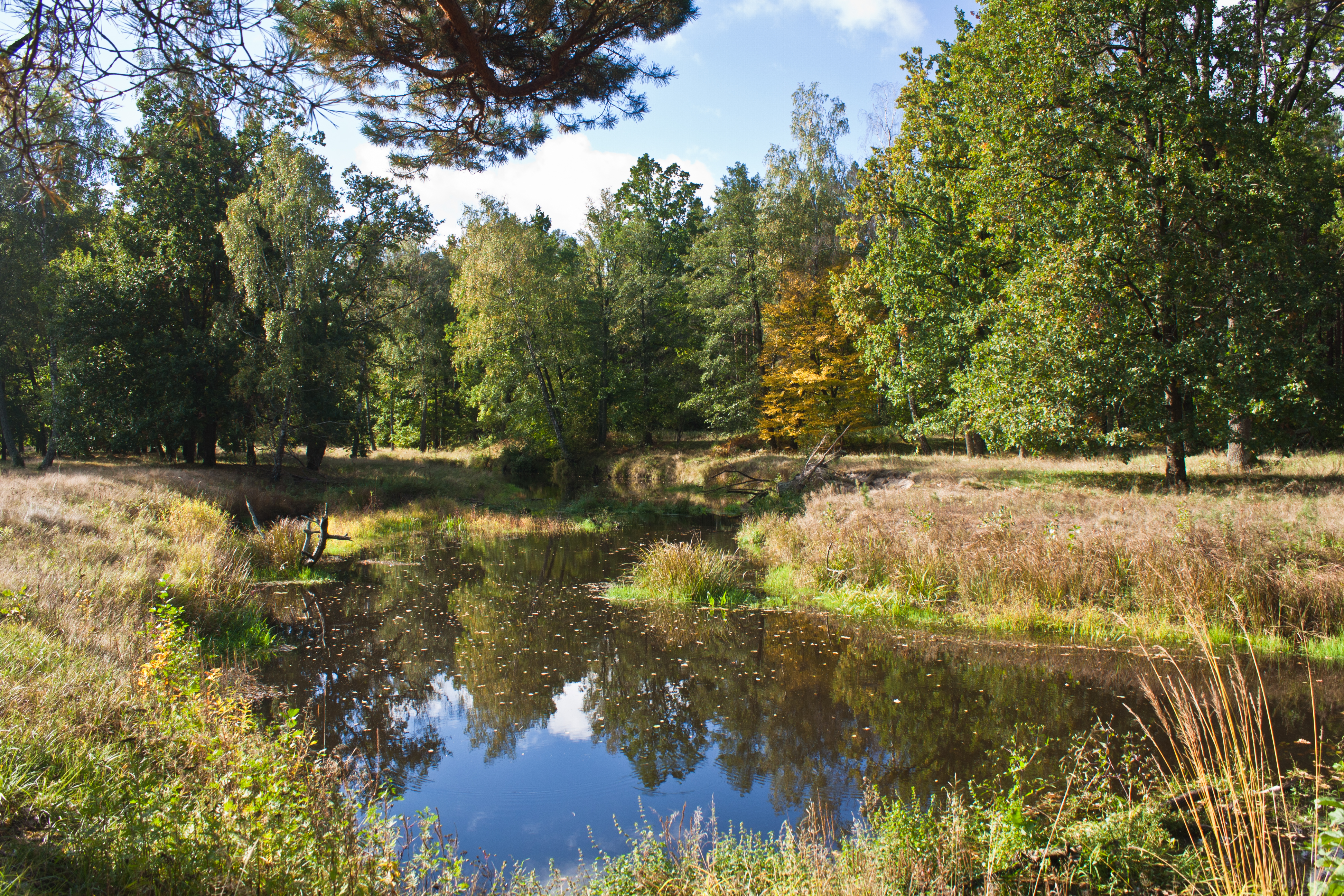
Řeka Uborť poblíž města Olevsk v Žytomyrské oblasti

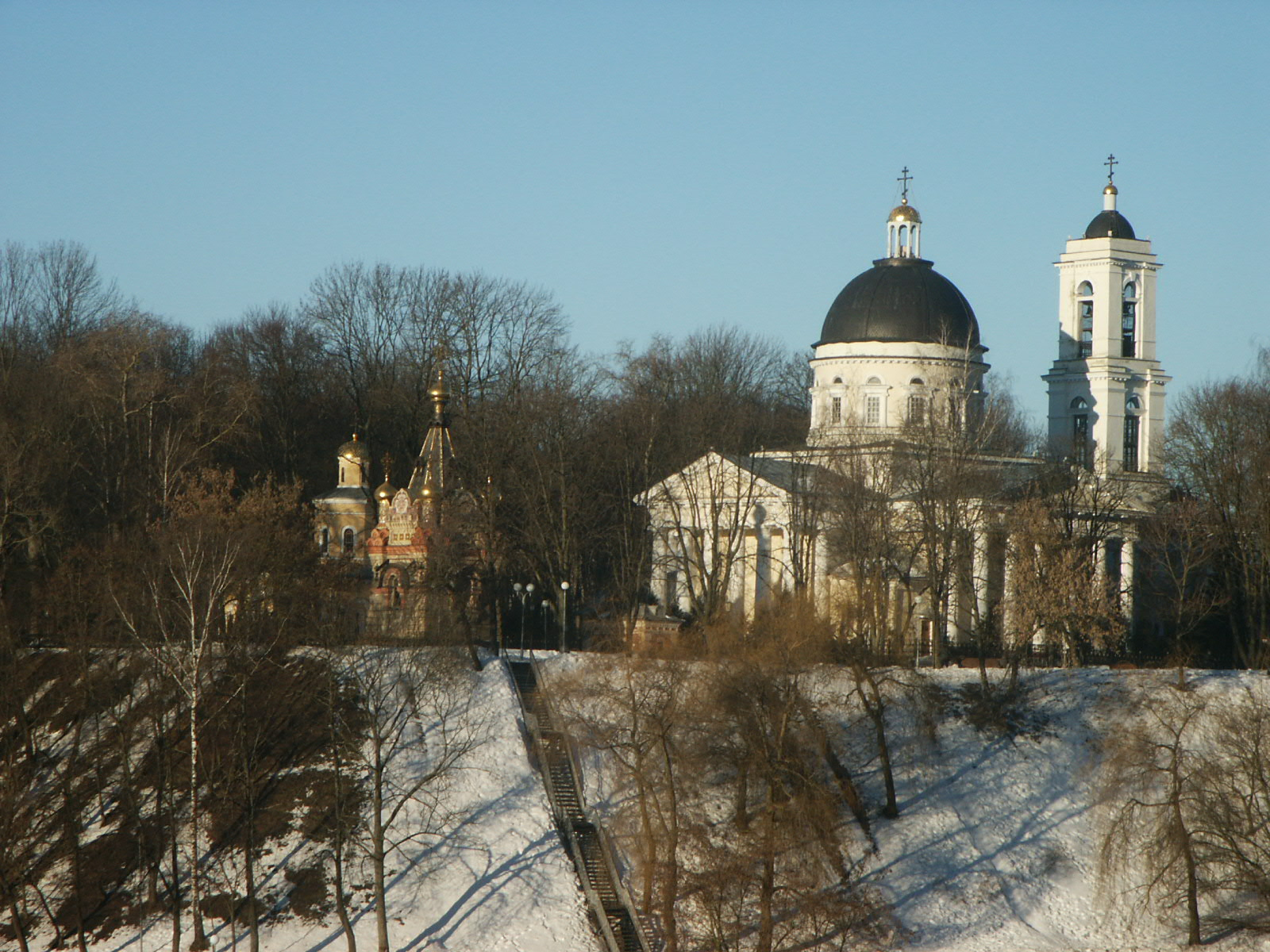
Běloruské město Homel

Polesí (bělorusky Палессе – Palessje; ukrajinsky Полісся – Polissja; rusky Полесье – Polesje; polsky Polesie, latinsky Polesia) je historický a geografický region ve východní Evropě. Jeho hranice nejsou přesně vymezeny. V zásadě se jedná o rozsáhlou řídce zalidněnou oblast na pomezí Běloruska a Ukrajiny s přesahy do Polska a Ruska. Jeho jádrem jsou Pinské bažiny podél řeky Pripjať. Rozloha území je zhruba okolo 150 000 km² a z velké části ho pokrývají lesy a bažiny.

## Geografie
Polesí je tvořeno plochou nížinou okolo Pripjatě, středního Bugu, středního Dněpru, Desny a jejich přítoků. Administrativně je rozděleno mezi Bělorusko (většina Brestské a Homelské oblasti), Ukrajinu (severní část Volyňské, Rovenské, Žytomyrské, Kyjevské a Černihivské oblasti), Polsko (východní okraj Lubelského a Podleského vojvodství) a Rusko (část Brjanské oblasti). Největšími městy Polesí jsou v Bělorusku Homel, Brest, Pinsk a Mazyr, na Ukrajině Černihiv, Korosteň, Kovel, případně v Rusku Brjansk a v Polsku Biała Podlaska.
V západní části Polesí se mluví dialektem západní polesština, což je směs běloruštiny a ukrajinštiny.
Sousedními regiony, do nichž Polesí většinou přechází bez jasné hranice, jsou Volyň na jihozápadě, Mazovsko na západě, Podlesí na severozápadě, Černá Rus na severu, Severie na východě a Kyjevsko na jihovýchodě.

## Historie
Polesí bylo (spolu se sousední Volyní) jedním z prvních regionů, kde se usadili Slované (hlavně Drevljané). Patřilo postupně pod Kyjevskou Rus, Litevské velkoknížectví, od roku 1569 do roku 1793 bylo součástí Polsko-litevské unie. Po druhém a třetím dělení Polska (1793, 1795) bylo až do I. světové války celé ruské. V meziválečné době patřila západní část po Pinsk Polsku, východní pak Sovětskému svazu, který roku 1945 získal i část západní. Od 60. do 80. let zde probíhaly necitlivé meliorace. V roce 1991 bylo Polesí rozděleno mezi nástupnické státy SSSR.
Polesí (zejména jeho běloruská část) je regionem nejhůře poznamenaným Černobylskou havárií (elektrárna se nachází v ukrajinské části Polesí).

## Ochrana přírody
Území Západního Polesí o celkové rozloze 263 016 ha (48 024 ha v Bělorusku; 139 917 ha v Polsku a 75 075 ha na Ukrajině) bylo v roce 2012 zapsáno na seznam biosférických rezervací UNESCO.